# 科爾坦-努爾湖
45°37′52″N 45°53′44″E / 45.63111°N 45.89556°E
科爾坦-努爾湖（俄语：Колтан-Нур），是俄羅斯的鹹水湖，位於該國西南部，由卡爾梅克共和國負責管轄，處於切爾諾澤梅利斯基區，面積9.12平方公里。